# Lista över zetafunktioner
Detta är en lista över zetafunktioner.
En zetafunktion är (oftast) en funktion analog med den ursprungliga exemplet: Riemanns zetafunktion
{\displaystyle \zeta (s)=\sum _{n=1}^{\infty }{\frac {1}{n^{s}}}.}
Zetafunktioner inkluderar:
- Airys zetafunktion relaterade till nollställena på Airys funktion
- Arakawa–Kanekos zetafunktion - en generalisering av Riemanns zetafunktion
- Aritmetiska zetafunktionen
- Artin–Mazurs zetafunktion i ett dynamiskt system
- Barnes zetafunktion eller dubbelzetafunktionen
- Beurlings zetafunktion av generaliserade Beurlingprimtal
- Dedekinds zetafunktion av en talkropp
- Epsteins zetafunktion av en kvadratisk form
- Goss zetafunktion av en funktionskropp
- Hasse–Weils zetafunktion av en varietet
- Höjdzetafunktionen av en varietet
- Hurwitzs zetafunktion – en generalisering av Riemanns zetafunktion
- Iharas zetafunktion av en graf
- Igusas zetafunktion
- L-funktion – en "vriden" zeta-funktion
- Lefschetzs zetafunktion av en morfism
- Lerchs transcendent – en generalisering av Riemanns zetafunktion
- Lokala zetafunktionen av en p-varietetsegenskap
- Matsumotos zetafunktion
- Minakshisundaram–Pleijels zetafunktion av en Laplace
- Motiviska zetafunktionen av ett motiv
- Multipel-zetafunktionen eller Mordell–Tornheims zetafunktion av flera variabler
- p-adiska zetafunktionen av ett p-adiskt tal
- Primtalszetafunktionen Liksom Riemanns zeta-funktion men enbart summerad över primtal
- Riemanns zetafunktion – det arketypiska exemplet
- Ruelles zetafunktion
- Selbergs zetafunktion av en Riemannyta
- Shimizus L-funktion
- Shintanis zetafunktion
- Zetafunktionsundergrupper
- Wittens zetafunktion av en Liegrupp
- Zeta-funktion av en incidensalgebra – en funktion som avbildar varje intervall på en poset till det konstanta värdet 1.
- Zetafunktion av en operator eller spektral zeta-funktion